# Acromantis palauana
Acromantis palauana är en bönsyrseart som beskrevs av Max Beier 1972. Acromantis palauana ingår i släktet Acromantis och familjen Hymenopodidae. Inga underarter finns listade i Catalogue of Life.